# Origins (God Is an Astronaut)
Origins è il sesto album in studio del gruppo musicale irlandese God Is an Astronaut, pubblicato il 26 agosto 2013 dalla Rocket Girl.

## Tracce
Testi e musiche di Torsten Kinsella, Pat O'Donnell e Niels Kinsella, eccetto dove indicato.
1. The Last March – 4:44 (Torsten Kinsella, Pat O'Donnell, Niels Kinsella, Lloyd Hanney, Thomas Kinsella)
2. Calistoga – 4:30
3. Reverse World – 5:10 (Torsten Kinsella, Pat O'Donnell, Niels Kinsella, Gazz Carr, Lloyd Hanney)
4. Transmissions – 4:03
5. Weightless – 4:12
6. Exit Dream – 3:31
7. Signal Rays – 4:07 (Torsten Kinsella, Pat O'Donnell, Niels Kinsella, Lloyd Hanney)
8. Autumn Song – 3:47
9. Spiral Code – 4:13
10. Strange Steps – 4:55 (Jamie Dean, Torsten Kinsella, Pat O'Donnell, Niels Kinsella, Lloyd Hanney)
11. Red Moon Lagoon – 4:45
12. Light Years From Home – 5:08

## Formazione
Gruppo
- Torsten Kinsella – chitarra, tastiera, voce, programmazione
- Niels Kinsella – basso
- Lloyd Hanney – batteria
- Jamie Dean – tastiera, voce

Altri musicisti
- Pat O'Donnell – chitarra, voce, tastiera
- Donal McGuinness – trombone
- Kevin Foran – tromba
- Gazz Carr – voce (traccia 3)
- Thomas Kinsella – basso (traccia 1)